# Aminat Kamarudeen
Aminat Kamarudeen (* 29. August 2007) ist eine Leichtathletin aus den Vereinigten Arabischen Emiraten, die sich auf den Sprint spezialisiert hat. Aktuell ist sie Inhaberin des Landesrekordes im 400-Meter-Lauf.

## Sportliche Laufbahn
Erste internationale Erfahrungen sammelte Aminat Kamarudeen im Jahr 2025, als sie bei den Asienmeisterschaften in Gumi in 23,92 s den achten Platz im 200-Meter-Lauf belegte und über 400 Meter im Finale disqualifiziert wurde. Zudem belegte sie mit der Mixed-Staffel über 4-mal 400 Meter in 3:25,73 min den sechsten Platz.

## Persönliche Bestzeiten
- 100 Meter: 11,76 s (−0,1 m/s), 3. Mai 2024 in Dubai
- 200 Meter: 23,74 s (0,0 m/s), 9. Mai 2025 in Dubai
- 400 Meter: 53,19 s, 27. Mai 2025 in Gumi (Landesrekord)